# Transport d'automobiles accompagnées
Le transport d'automobiles accompagnées est un transport d'une automobile et les personnes qui l'utilisent par un autre moyen de transport (train, bateau). La description de tels services se trouve dans les articles suivants :
- Service auto-train
- Ferroutage
- Ferry (bateau)
- Navette d'Eurotunnel
- Transport d'automobiles accompagnées en Suisse
- SyltShuttle (de) en Allemagne
- Tauernschleuse (de) en Autriche
- Most na Soči - Bohinjska Bistrica en Slovénie